# Hafradalstindur
Hafradalstindur är en bergstopp i republiken Island. Den ligger i regionen Austurland, 300 km öster om huvudstaden Reykjavík. Toppen på Hafradalstindur är 891 meter över havet.
Trakten runt Hafradalstindur är nära nog obefolkad, med mindre än två invånare per kvadratkilometer. Det finns inga samhällen i närheten. Trakten runt Hafradalstindur består i huvudsak av gräsmarker.